# Gösta Andersson
Gösta Andersson (Selånger, Suecia, 15 de febrero de 1917-12 de septiembre de 1975) fue un deportista sueco especialista en lucha grecorromana donde llegó a ser campeón olímpico en Londres 1948.

## Carrera deportiva
En los Juegos Olímpicos de 1948 celebrados en Londres ganó la medalla de oro en lucha grecorromana estilo peso wélter, por delante del húngaro Miklós Szilvási (plata) y del danés Henrik Hansen (bronce). Cuatro años después, en las Olimpiadas de Helsinki 1952 ganó la plata en la misma categoría.